# Pontus Artti

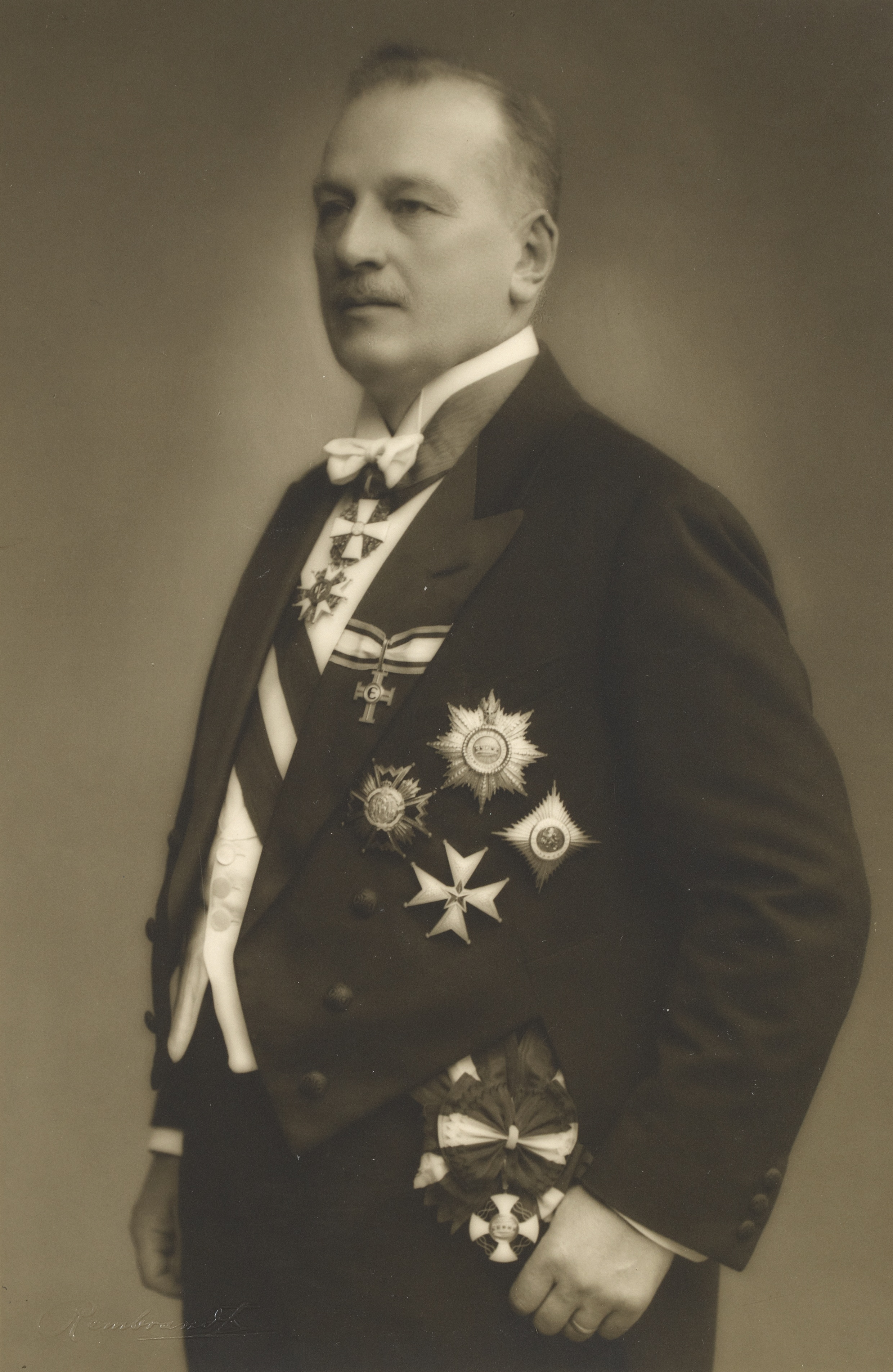
Pontus Artti vid 1930-talet.

Pontus Kaarlo Artti (född Tegström), född 1 januari 1878 i Övertorneå, död 30 juli 1936 i Helsingfors, var en finländsk journalist och ämbetsman.
Artti var huvudredaktör för Turun Sanomat 1910–17, chef för utrikesdepartementets pressavdelning 1919–20, chef för dess politiska avdelning 1920–21, samt envoyé och kanslichef där 1924–27. Han var från maj 1927 Finlands minister i Sovjetunionen. Artti framträdde även som dramatisk och skönlitterär författare.

## Utmärkelser
- Storofficer av Oranien-Nassauorden,  1924[1]
- Storofficer av Kronorden,  1924[1]
- Kommendör av Hederslegionen,  1925[1]
- Kommendör med stjärna av Polonia Restituta,  1925[1]
- Cross of Liberty 3rd Division, 2nd Class,  1925[2]
- Storkorsriddare av Italienska kronorden,  1925[1]
- Kommendör av 1. klass av Nordstjärneorden,  1925[1]
- Kommendör med kraschan av Sankt Olavs orden,  1925[1]
- Tre Stjärnors orden, andra klass,  1926[3]
- Gyllene axets orden,  1928[1]
- Heliga skattens orden, 1:a graden,  1928[1]
- Storofficer av Vita lejonets orden,  1930[1]
- Kommendörstecknet av I klass av Finlands Vita Ros’ orden,  1931[1]
- Tre Stjärnors orden, första klass,  1936[1]
- Civilförtjänstorden (Bulgarien),  1936[1]
- Kommendör av nummer av Isabella den katolskas orden[1]
- Kommendör av första graden av Dannebrogorden[1]

[Redigera Wikidata]